# C-terminal
El extremo C-terminal (también conocido como carboxilo terminal, carboxi-terminal, extremo COOH o COOH-terminal) de una proteína o polipéptido es la región final de la cadena de aminoácidos que termina en un grupo carboxilo (-COOH). La convención para la escritura de péptidos es situar el extremo C-terminal a la derecha y escribir la secuencia desde el extremo N- al C-terminal.

## Química
Cada aminoácido tiene un grupo carboxilo y un grupo amino, y es capaz de unirse a otro aminoácido para formar una cadena mediante una reacción de deshidratación entre el grupo amino de un aminoácido y el grupo carboxilo del siguiente. Por ello, las cadenas polipeptídicas tienen un extremo con un grupo carboxilo libre, el C-terminal, y un extremo con un grupo amino libre, el N-terminal. Las proteínas son sintetizadas en los ribosomas comenzando desde el extremo N-terminal hasta el C-terminal.

## Función

### Señales de retención
Mientras que el extremo N-terminal de una proteína suele contener señales diana, el C-terminal puede contener señales de retención para la correcta localización de la proteína. La señal de retención más común es la secuencia de aminoácidos KDEL (o HDEL), que mantiene a la proteína en el retículo endoplasmático, evitando así su entrada en la ruta de secreción.

### Modificaciones del C-terminal
El extremo C-terminal de las proteínas puede ser modificado a nivel postraduccional, principalmente mediante la adición de un anclaje de naturaleza lipídica que permite a la proteína ser insertada en una membrana celular sin la necesidad de poseer un dominio transmembrana. A continuación se señalan dos de las modificaciones más comunes que suele sufrir un extremo C-terminal:
- Prenilación: una de las formas de modificación es la prenilación, durante la cual, un grupo un anclaje de membrana farnesil- o geranigeranil-isoprenoide es añadido a un residuo de cisteína cercano al extremo C-terminal. Las proteínas G pequeñas unidas a membrana suelen ser modificadas de este modo.
- Anclaje GPI: otra forma de modificar el extremo C-terminal es mediante la adición de un fosfoglicano, el glicosilfosfatidilinositol (GPI), como anclaje de membrana. El anclaje GPI es acoplado al C-terminal después de la proteólisis de un propéptido C-terminal. El ejemplo más prominente de este tipo de modificación es la proteína prionica.

### Dominio C-terminal

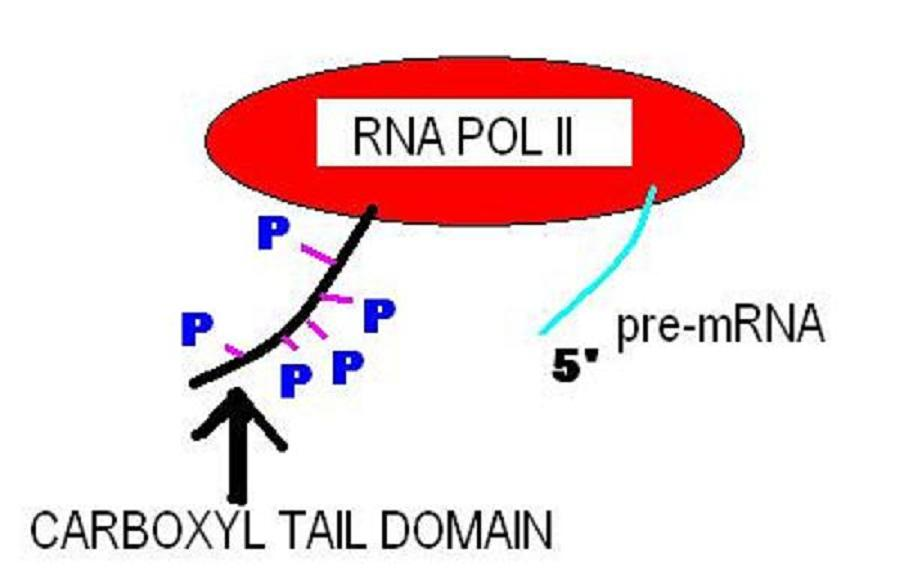
ARN polimerasa II en acción.

El dominio C-terminal (CTD) de algunas proteínas presentan funciones especializadas. Por ejemplo, el dominio C-terminal de la ARN polimerasa II, que contiene más de 52 repeticiones de la secuencia Tyr-Ser-Pro-Thr-Ser-Pro-Ser, está implicado en diversos procesos como el inicio de la transcripción, la adición del 5'cap al ARN mensajero y el acoplamiento del espliceosoma para el splicing alternativo del ARN.